# بزرگراه میان‌ایالتی ۹۹

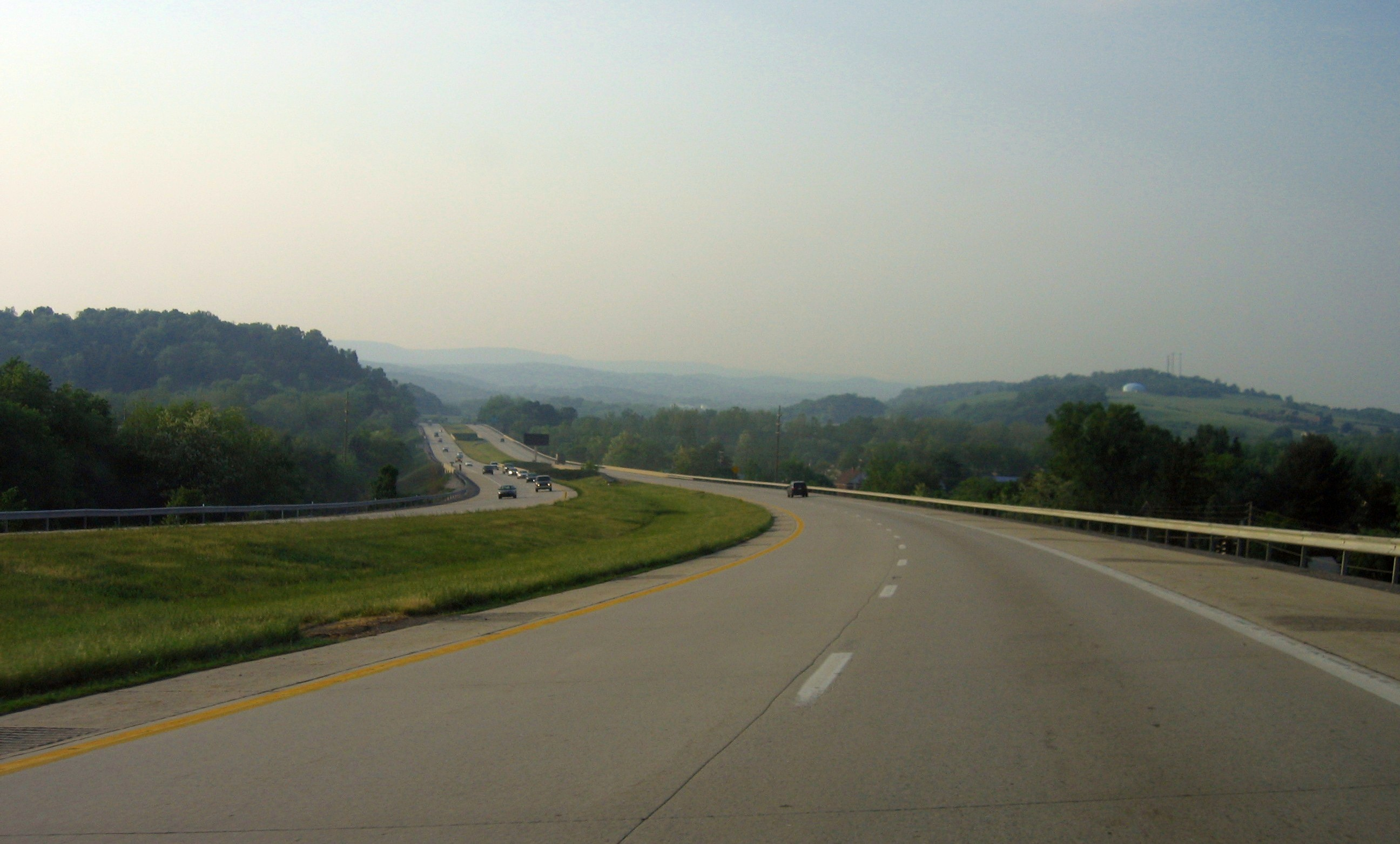

میان‌ایالتی ۹۹ (به انگلیسی: Interstate 99) مشهور به I-99، نام یک بزرگراه در مرکز ایالت پنسیلوانیا در آمریکا است.
این بزرگراه ۱۳۷ کیلومتر طول دارد.